# Dicarpellum
Dicarpellum es un género, pertenecientes a la familia Celastraceae.  Comprende 6 especies descritas y de estas, solo 4 aceptadas.

## Taxonomía
El género fue descrito por Albert Charles Smith y publicado en American Journal of Botany 28: 443. 1941. La especie tipo es: Dicarpellum pancheri (Baill.) A.C.Sm.	

## Especies aceptadas
A continuación se brinda un listado de las especies del género Dicarpellum aceptadas hasta octubre de 2013, ordenadas alfabéticamente. Para cada una se indica el nombre binomial seguido del autor, abreviado según las convenciones y usos.
- Dicarpellum baillonianum (Loes.) A.C.Sm.
- Dicarpellum pancheri (Baill.) A.C.Sm.
- Dicarpellum paucisepalum Hürl. ex M.P.Simmons
- Dicarpellum pronyense (Guillaumin) A.C.Sm.